# Зигиншор (город)
Зигиншо́р (фр. Ziguinchor) — город в южной части Сенегала, административный центр одноимённой области. Является также центром департамента Зигиншор и всего южного региона Казаманс.

## История
Первыми европейцами, ступившими на эту землю, стали члены португальской экспедиции под начальством Альвизе Кадамосто в 1457 году. Экспедиция была организована португальским инфантом Генрихом Мореплавателем. Однако первое поселение здесь было основано португальцами только в 1645 году. В 1886 году Зигиншор перешёл под власть Франции. С 1960 года — в составе независимого Сенегала. Во время войны за независимость Гвинеи-Бисау город подвергся обстрелу со стороны португальских войск (Зигиншор расположен в непосредственной близости от Гвинеи-Бисау, бывшей в то время португальской колонией), преследовавших скрывавшиеся там отряды ПАИГК.

## Население
Зигиншор является одним из наиболее многонациональных городов страны, здесь проживают представители народов мандинка, диола, волоф, фульбе, сонинке и др.
По данным на 2013 год численность населения города составляла 169 708 человек.
Динамика численности населения города по годам:
| 1988    | 1997    | 2001    | 2002    | 2013    |
| ------- | ------- | ------- | ------- | ------- |
| 124 283 | 180 555 | 216 971 | 153 269 | 169 708 |

## Экономика
Зигиншор расположен в низовьях реки Казаманс, недалеко от её устья, на высоте 15 м над уровнем моря. Через порт города вывозятся уголь и железная руда. В городе существует производство арахисового масла. Также в Зигиншоре имеется аэропорт.

## Климат
Климат города характеризуется как тропический. Средняя годовая норма осадков составляет около 1550 мм.
| Показатель | Янв. | Фев. | Март | Апр. | Май | Июнь | Июль  | Авг.  | Сен.  | Окт.  | Нояб. | Дек. | Год    |
| --- | ---- | ---- | ---- | ---- | --- | ---- | ----- | ----- | ----- | ----- | ----- | ---- | ------ |
| Абсолютный максимум, °C | 33   | 36   | 37   | 36   | 36  | 34   | 32    | 31    | 32    | 33    | 33    | 32   | 33,8   |
| Средняя температура, °C | 24   | 26   | 27   | 27   | 27  | 28   | 27    | 26    | 26    | 27    | 26    | 24   | 26,3   |
| Абсолютный минимум, °C | 17   | 18   | 20   | 20   | 22  | 23   | 23    | 23    | 23    | 23    | 21    | 18   | 20,9   |
| Норма осадков, мм | 0,2  | 0,3  | 0,0  | 0,0  | 3,6 | 99,5 | 295,6 | 409,0 | 318,8 | 102,1 | 5,1   | 0,9  | 1235,1 |
| Источник: http://www.climate-zone.com/climate/senegal/celsius/ziguinchor.htm, http://www.climate-charts.com/Locations/s/SG61695.php |      |      |      |      |     |      |       |       |       |       |       |      |        |

## Города-побратимы
- Сен-Мор-де-Фоссе, Франция (1966)
- Виана-ду-Каштелу, Португалия (1989)